# Sawadaeuops pseudoindicus
Sawadaeuops pseudoindicus es una especie de coleóptero de la familia Attelabidae.

## Distribución geográfica
Habita en la India.